# Brewham
Brewham è un piccolo villaggio e parrocchia nella contea di Somerset. Il fiume Brue divide il villaggio in due, nord e sud. La popolazione del villaggio è 410 abitanti.